# Günter Lörke
Günter Lörke (nascido em 23 de junho de 1935) é um ex-ciclista alemão que competiu no ciclismo nos Jogos Olímpicos de Verão de 1960, pela equipe Alemã Unida, ganhando a medalha de prata na prova de contrarrelógio por equipes (pista).